# Furchenhornvogel

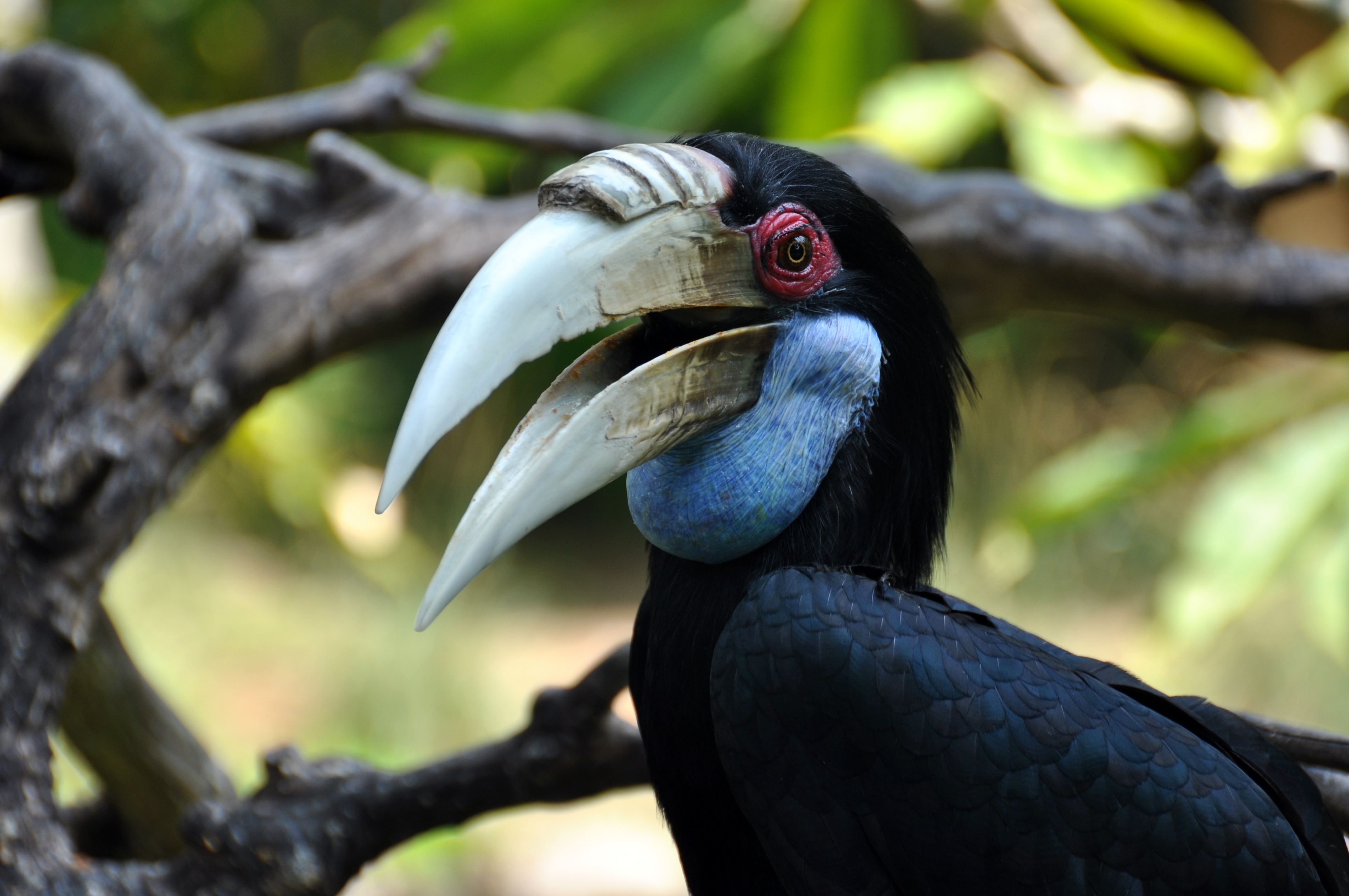
Furchenhornvogel, Weibchen

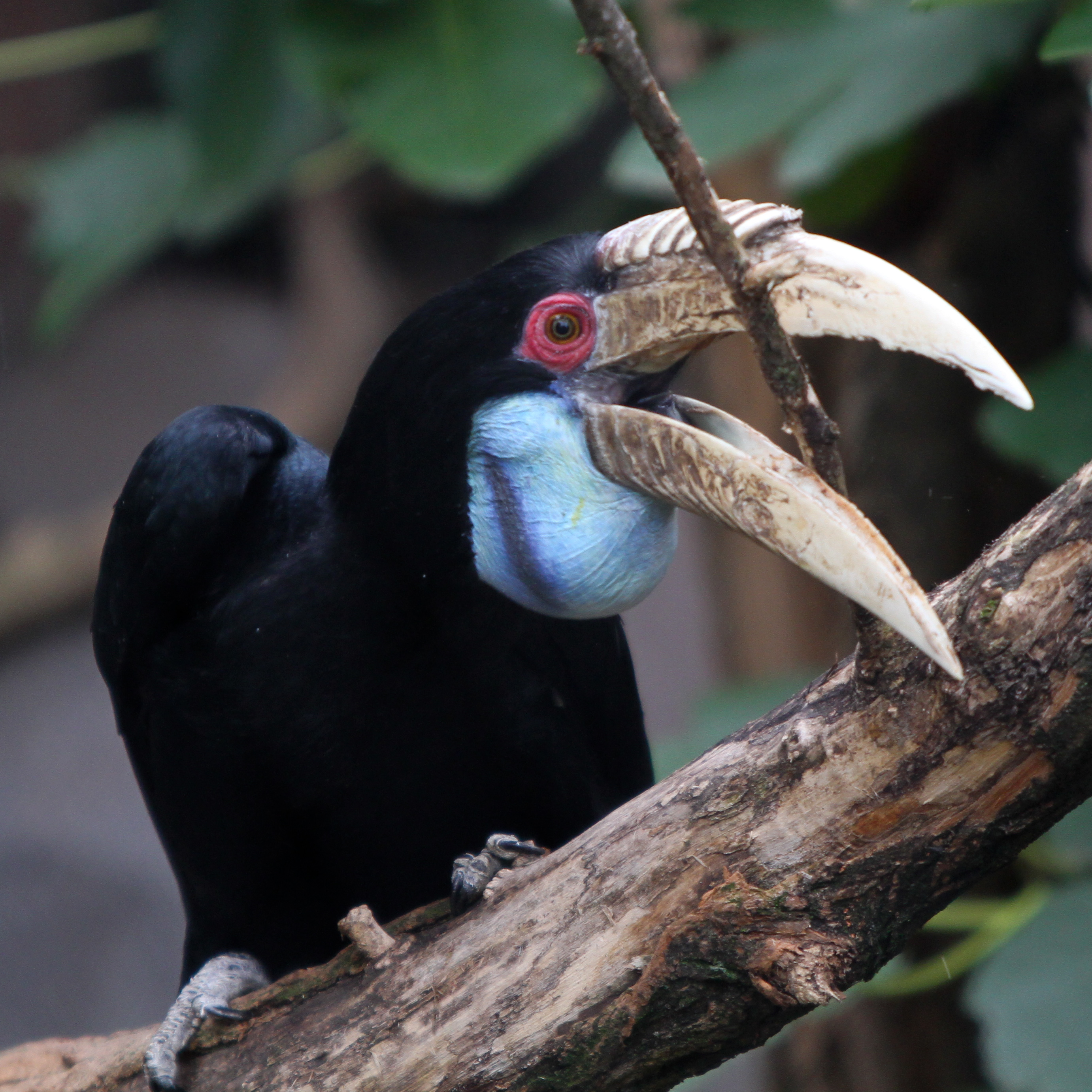
Furchenhornvogel, Weibchen mit deutlich erkennbaren blauschwarzen Abzeichen an den Seiten des unbefiederten Kehlsacks

Der Furchenhornvogel oder Jahrvogel (Rhyticeros undulatus) ist eine Vogelart aus der Familie der Nashornvögel, die in Südostasien vorkommt. Wie alle Nashornvögel ist auch der Furchenhornvogel ein Höhlenbrüter. Das Weibchen verbringt die Brutzeit in einer bis auf einen schmalen Spalt zugemauerten Bruthöhle. Das Männchen versorgt sie und später die Jungvögel mit Nahrung. Anders als bei vielen Nashornvögeln verlässt das Weibchen die Höhle erst dann, wenn auch die Jungvögel ausfliegen.
Die Bestandssituation des Furchenhornvogels wird mit Least Concern (nicht gefährdet) angegeben.

## Erscheinungsbild
Der Furchenhornvogel erreicht eine Körperlänge von 75 bis 85 Zentimetern und zählt damit zu den größeren Nashornvögeln. Auf den Schnabel entfallen beim Männchen durchschnittlich 20,2 Zentimeter, der Schnabel des Weibchens ist mit durchschnittlich 16,2 Zentimetern deutlich kleiner. Der Geschlechtsdimorphismus ist bei dieser Art ausgeprägt.

### Merkmale des Männchens
Der Scheitel und der Nacken des Männchens sind rotbraun. Das Gesicht, die Stirn und der Vorderhals sind weiß bis cremefarben. Das Körpergefieder und die Schwingen sind schwarz. Die Körperoberseite hat einen deutlich auffallenden metallisch-grünen Schimmer. Die Steuerfedern sind weiß ohne jegliche schwarzen Abzeichen.
Der Schnabel ist blassgelb mit einer dunkel braun-orangen Schnabelbasis und Schnabelscheiden. Das Schnabelhorn weist eine Reihe von flachen Furchen oder Querriefen auf. Die nackte Haut rund um das Auge ist rot, die Augenlider sind rosafarben. Der nackte Kehlfleck ist wie bei allen Arten der Gattung Rhyticeros groß. Er ist von gelber Farbe mit einem blauschwarzen Abzeichen. Die Augen sind dunkelrot mit einem schmalen blassgelben Ring. Die Beine und Füße sind olivgrau.

### Merkmale des Weibchens und der Jungvögel
Die adulten Weibchen sind kleiner als die Männchen und haben ein schwarzes Kopf- und Halsgefieder. Die unbefiederte Haut rund um das Auge ist fleischfarben, der nackte Kehlfleck ist blau und hat wie beim Männchen blauschwarze Farbabzeichen in der Mitte. Die Augen sind dunkelbraun mit einem schmalen blauen Rand.
Bei den Jungvögeln zeigen beide Geschlechter zunächst ein Körpergefieder, das dem Männchen gleicht. Heranwachsende Weibchen mausern im Alter von sieben bis acht Monaten in das dunkle Hals- und Kopfgefieder, wie es für adulte Weibchen typisch ist. Der Schnabel ist weiß bis blassgelb und das Schnabelhorn noch nicht entwickelt. Die Augen sind zunächst blassblau.
Bei noch nicht geschlechtsreifen Vögeln beginnt sich das Schnabelhorn in einem Alter von etwa sechs Monaten zu entwickeln. Im Alter von einem Jahr zeigt sich im hinteren Drittel des Horns die erste Querriefe. Grundsätzlich entwickelt sich eine Querriefe pro Lebensjahr. Als Indikator für das Lebensalter eines Furchenhornvogels ist die Zahl der Querriefen jedoch nur geeignet, bis das Schnabelwachstum vollständig abgeschlossen ist. Danach gibt die Zahl der Querriefen bedingt durch die Abnutzung von Horn und Schnabel keinen Hinweis mehr, wie viele Jahre ein Furchenhornvogel bereits gelebt hat.

### Verwechselungsmöglichkeiten
Der Furchenhornvogel ähnelt in seinem Aussehen dem Sundajahrvogel. Das Verbreitungsgebiet der beiden Arten überlappt sich mindestens in Indien, Myanmar und Thailand und möglicherweise sogar in Malaysia. Der Furchenhornvogel ist allerdings deutlich größer. Dem Sundajahrvogel fehlen außerdem die schwarzblauen Abzeichen an den Seiten des nackten Kehlflecks. Die Flügelform der beiden Arten unterscheidet sich auch auffällig: Bei dem Sundajahrvogel sind die Handschwingen acht Zentimeter länger als die Armschwingen, während beim Furchenhornvogel Hand- und Armschwingen von gleicher Länge sind.

## Verbreitungsgebiet und Lebensraum
Das Verbreitungsgebiet des Furchenhornvogels ist auf Grund von Verwechselungen mit dem Sundajahrvogel nicht eindeutig dokumentiert. Es besteht jedoch mittlerweile weitgehende Sicherheit, dass sich das Verbreitungsgebiet dieser Art vom Osten Indiens über den Süden von Bhutan bis nach Myanmar erstreckt. Die Art kommt außerdem auf einigen Inseln des Mergui-Archipels vor. Zum Verbreitungsgebiet zählt außerdem Thailand, Kambodscha, Vietnam, Laos und die malaiische Halbinsel. Die Art kommt außerdem auf Sumatra, den Lingga- und Batu-Inseln, auf Java, Bali und Borneo vor.
Der Lebensraum des Furchenhornvogels sind großflächige immergrüne Primärwälder. Er besiedelt insbesondere Bergwälder und kommt regelmäßig bis in Höhenlagen von 1675 Meter vor. In Myanmar wurde er allerdings auch schon in Höhenlagen von 2560 Meter beobachtet. Er kommt auch in Wäldern mit selektivem Holzeinschlag vor.

## Lebensweise

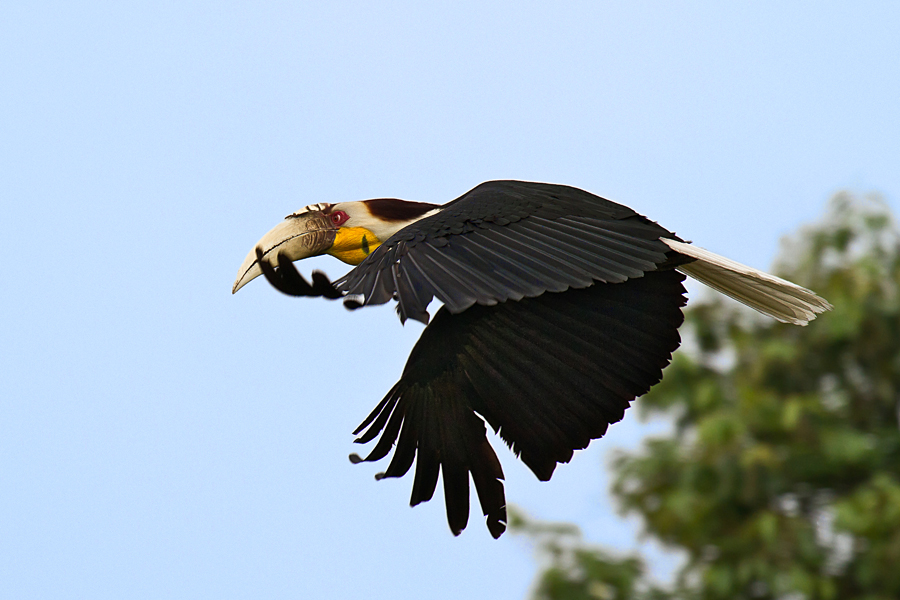
Männchen im Flug

Der Furchenhornvogel ist eine nichtterritorial lebende, nomadisch herumstreifende Nashornvogelart, die gewöhnlich in Paaren oder Gruppen von vier bis 14 Individuen beobachtet wird. Paar- oder gruppenweise durchstreifen sie täglich ein Gebiet von mehr als 100 Quadratkilometer. Sie fliegen dabei regelmäßig in einer Höhe von 300 Meter über den Baumwipfeln. Während seiner Streifzüge fliegt er auch Inseln an, die von der Festlandküste aus nicht sichtbar sind. Er überfliegt während dieser Streifzüge auch bis zu 30 Kilometer lange Strecken über nicht bewaldeten Gebiet und auf Bali und Java wechseln einzelne Trupps täglich zwischen den beiden Inseln hin und her.
Innerhalb der Trupps wird die Paarbindung aufrechterhalten. Verpaarte Vögel bleiben in Nähe zueinander und wechseln gelegentlich auch gemeinsam zu einem anderen Trupp über. Nach der Brutzeit sind sie regelmäßig in einer kleinen Familiengruppe von drei Individuen zu beobachten. Die Elternvögel werden dann von dem diesjährigen Jungvogel begleitet. Subadulte Vögel leben überwiegend in eigenen Trupps, bei denen häufig auch ein Balzfüttern zu beobachten ist.
Furchenhornvögel finden sich außerhalb der Fortpflanzungszeit an gemeinsamen Ruheplätzen ein. In Ausnahmefällen übernachten auf mehrere Bäume verteilt bis zu 1000 Individuen an einem solchen Rastplatz. Die Vögel finden sich an diesen Rastplätzen zum Einbruch der Dämmerung ein und verlassen diesen wieder mit dem ersten Morgenlicht. Solche Rastplätze werden gelegentlich über mehrere Jahre genutzt. Die Anzahl der Vögel, die sich an einem solchen Rastplatz einfindet, kann stark schwanken. Die Trupps, die sich an mittäglichen Ruheplätzen oder an sehr reichhaltig fruchttragenden Bäumen einfinden, sind kleiner und übersteigen in der Regel nicht mehr als 40 Individuen. Innerhalb der Trupps halten die Vögel durch ihre lauten Rufe, durch das laute Geräusch ihres Flügelschlages und durch die auffällige Färbung des Kehlsacks miteinander Kontakt.

## Nahrung

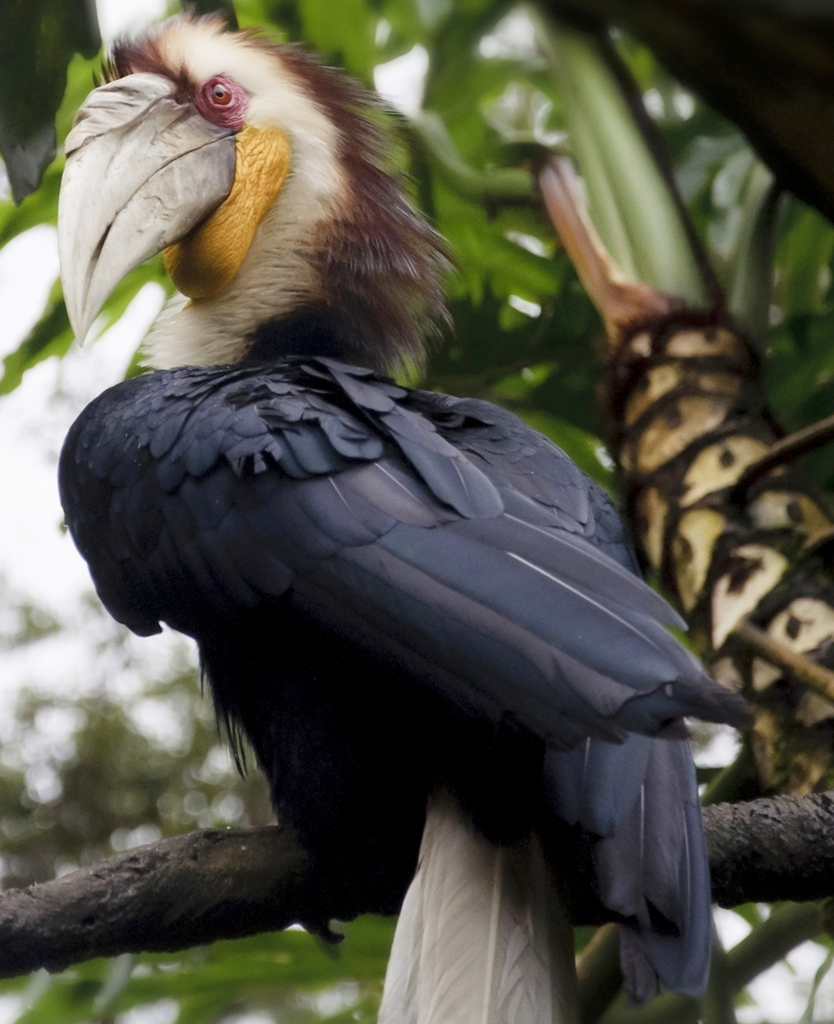
Männchen des Furchenhornvogels

Der Furchenhornvogel ist eine ausgesprochen omnivore Art, die ein sehr großes Nahrungsspektrum nutzt. Die Art zeigt eine ähnliche Anpassungsfähigkeit bei der Nahrungssuche: Er nutzt sowohl das Nahrungsangebot im oberen Baumwipfelbereich, wo er von Ast zu Ast hüpft als auch am Boden. Er setzt seinen Schnabel ein, um Rinde von Bäumen zu schälen oder die Schalen von Kapselfrüchten zu entfernen. Bei seiner Nahrungssuche wechseln sich das Aufnehmen von Früchten und das Jagen nach tierischer Kost miteinander ab. Insgesamt macht tierische Proteine jedoch weniger als 10 Prozent seiner Nahrung aus.
Zuckerreichen Feigen, die in der Ernährung vieler asiatischer Nashornvögel eine sehr dominante Rolle spielen, machen beim Furchenhornvogel außerhalb der Brutzeit gleichfalls nur 10 Prozent aus. Bei in Thailand brütenden Furchenhornvögeln entfielen jedoch 57 Prozent der Nahrung auf Feigen. Auf Borneo spielen die Steinfrüchte und Beeren von Balsambaumgewächsen und Lorbeergewächsen eine große Rolle. In reichlich fruchttragenden Bäumen kommt es regelmäßig zu Ansammlungen mehrerer Vogelarten, darunter auch andere, häufig kleinere Nashornvogelarten. Grundsätzlich ist der Furchenhornvogel gegenüber diesen Arten weniger durchsetzungsfähig als standorttreuere Arten.
Zu den Beutetieren, die er frisst, zählen Vögel, die er meist dann fangen kann, wenn sie brüten. Er frisst außerdem Vogeleier, Baumfrösche, Fledermäuse, Schlangen, Eidechsen, Schnecken sowie Insekten wie beispielsweise große Käfer. Auch Spinnen, Tausendfüßler und Krebse werden von ihm gefangen und verzehrt. Wie vermutlich alle Nashornvögel ist der Furchenhornvogel nicht aufs Trinken angewiesen. Auch in menschlicher Obhut gehaltene Nashornvögel machen von der Möglichkeit, Wasser aufzunehmen, keinen Gebrauch.

## Fortpflanzung

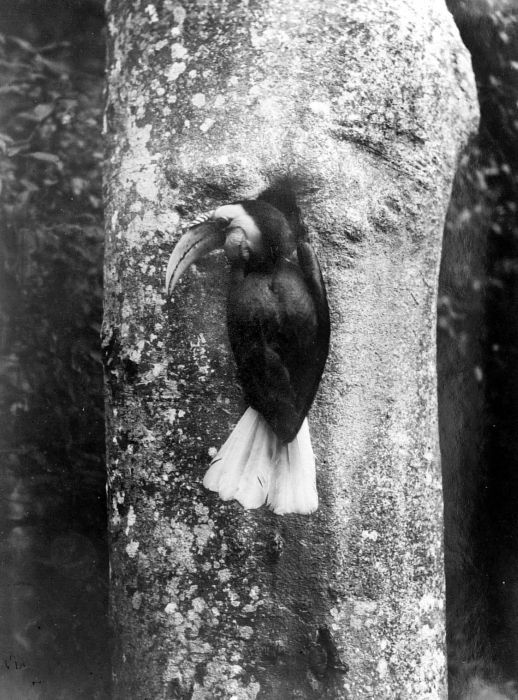
Furchenhornvogel an einer Bruthöhle, Aufnahme aus dem Jahr 1936

Furchenhornvögel sind monogame Vögel. Sie sind anders als eine Reihe anderer Nashornvögel auch nicht territorial und verteidigen nur die unmittelbare Umgebung rund um ihre Nesthöhle. Verpaarte Vögel füttern sich häufig gegenseitig und pflegen sich auch gegenseitig das Gefieder.
Die Fortpflanzungszeit hängt vom jeweiligen Verbreitungsgebiet ab. Im indischen Assam brüten Furchenhornvögel im Zeitraum April bis Juni, wenn das Klima etwas kühler ist. Auf Borneo brüten sie vor allem in der Zeit von Januar bis Mai, wenn besonders viele Bäume Früchte tragen. Die Größe des Geleges ist nur von in menschlicher Obhut gepflegten Vögeln bekannt. Dort legte ein Weibchen gewöhnlich zwei, selten nur eins oder gar drei Eier. Bis jetzt wurde aber immer nur das Flüggewerden von einem Jungvogel bekannt. Die Eier werden in einem Abstand von mehreren Tagen gelegt, der Schlupf der Jungvögel entsprechend asynchron. Das älteste der Nestlinge ist bedingt durch den Schlupfabstand größer und durchsetzungsfähiger, so dass nur dieses heranwächst.
Als Nisthöhle nutzen Furchenhornvögel natürliche Baumhöhlen, die sich gewöhnlich zwischen 18 und 26 Meter oberhalb des Erdbodens befinden. Der Eingang der Bruthöhle ist gewöhnlich gerade so groß, dass das Weibchen hineinschlüpfen kann. Bei einem näher untersuchten Nest hatte der Eingang zunächst einen Durchmesser von 13 Zentimetern. Nachdem er zugemauert wurde, war nur noch ein 3,5 bis 4 Zentimeter breiter Schlitz offen. Das Männchen beteiligt sich nicht am Zumauern des Eingangs. Das Weibchen macht dies selbst und nutzt dabei ihren Kot, Futterabfälle, Spänen und ähnliches Material aus der Nisthöhle und gelegentlich sogar Federn. Die Bruthöhle wird von dem Weibchen sauber gehalten, indem sie durch den Spalt kotet und Nahrungsreste durch ihn wegwerfen. Der Jungvogel zeigt später ähnliches Verhalten.
Das Männchen würgt das Futter, das er herbeibringt, aus dem Schlund hervor und kehrt während des Tages in Abständen von 1,5 bis vier Stunden zum Nest zurück. Das Weibchen nimmt von ihm das Futter ab und reicht es selbst dann noch an den Jungvogel weiter, wenn dieser schon relativ herangewachsen ist.
Die eigentliche Brutzeit beginnt, wenn das Paar sich zunehmend häufiger in dem Gebiet aufhält, wo es später zur Brut schreiten wird. Furchenhornvögel sind dann auch ausgesprochen ruffreudig. Die gesamte Nistzeit dauert zwischen 111 und 137 Tage. Davon fallen 13 bis 14 Tage auf die Zeit, die das Weibchen bereits in der Höhle sitzt, aber noch keine Eier gelegt hat. Die Eier werden dann etwa 40 Tage lang bebrütet. Die Nestlingszeit des Jungvogels währt 90 Tage und das Weibchen verlässt gewöhnlich gemeinsam mit dem Jungvogel die Höhle.

## Furchenhornvogel und Mensch
Zumindest aus der ersten Hälfte des 20. Jahrhunderts wird berichtet, dass die indigenen Völker in seinem Verbreitungsgebiet den Furchenhornvogel immer wieder als Haustier hielten. Er muss dazu aber als Jungvogel gefangen werden. Adulte Vögel, die gehalten werden, können gegenüber dem Halter sehr aggressiv werden. Im indischen Bundesstaat Assam wurden Furchenhornvögel noch in den 1920er Jahren geschossen und als Heilmittel verkauft.

## Einzelbelege
1. 1 2 3 4  Kemp: The Hornbills - Bucerotiformes. S. 235.
2. ↑  Rhyticeros undulatus in der Roten Liste gefährdeter Arten der IUCN 2012. Eingestellt von: BirdLife International, 2012. Abgerufen am 1. November 2016.
3. 1 2  Kemp: The Hornbills - Bucerotiformes. S. 233.
4. ↑  Kemp: The Hornbills - Bucerotiformes. S. 232.
5. ↑   Rhyticeros subruficollis in der Roten Liste gefährdeter Arten der IUCN 2012. Eingestellt von: BirdLife International, 2012. Abgerufen am 1. November 2016.
6. 1 2  Kemp: The Hornbills - Bucerotiformes. S. 234.
7. 1 2 3  Kemp: The Hornbills - Bucerotiformes. S. 236.
8. 1 2 3  Kemp: The Hornbills - Bucerotiformes. S. 237.
9. ↑  Kemp: The Hornbills - Bucerotiformes. S. 238.